# Ever Dream
"Ever Dream" var den första singeln som släpptes av det finska power metalbandet Nightwish från albumet Century Child. Låten har röstats fram till årets metallåt.

## Låtlista
1. Ever Dream
2. The Phantom of the Opera
3. The Wayfarer